# Pierre Chrysostème d’Usson de Bonnac

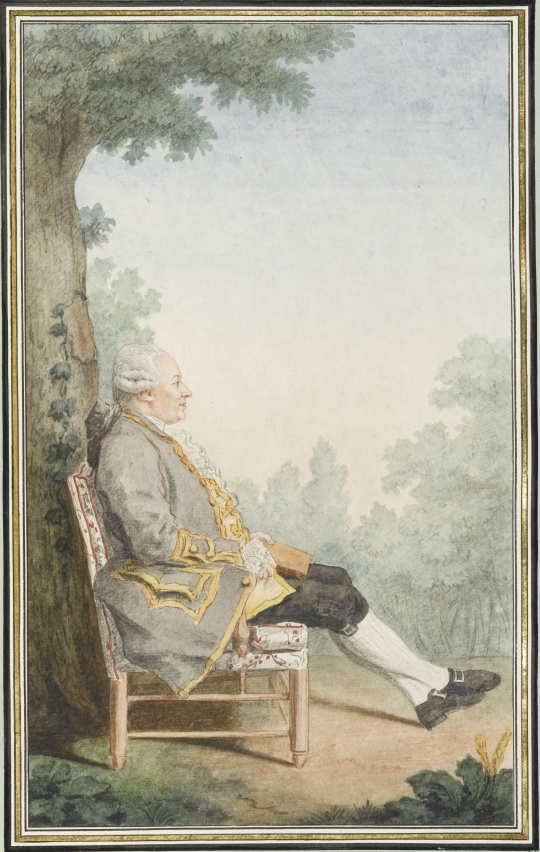

Pierre Chrysostème d’Usson de Bonnac (* 1724; † 1782 in Stockholm) war ein französischer Diplomat.

## Leben
Pierre Chrysostème d’Usson de Bonnac war der Sohn des Diplomaten Jean-Louis d’Usson de Bonnac. Er war Generalmajor der Infanterie und von 1774 bis zu seinem Ableben Botschafter von Ludwig XVI. bei Gustav III. (Schweden).